# 上信電鉄6000形電車
上信電鉄6000形電車（じょうしんでんてつ6000がたでんしゃ）は、1981年（昭和56年）に登場した上信電鉄の通勤形電車である。

## 概要
上信電鉄初の冷房装置搭載車であり、当時モータリゼーションに対抗するために上信電鉄が推し進めていた群馬県の補助を活用した設備近代化策の一環として、木造車を鋼体化した在来車両の置き換えと、最高速度を向上し、急行・準急を新設するなど所要時間短縮を念頭に置いたダイヤ改正実施を目的として1981年に新潟鐵工所でクモハ6001 - クモハ6002の2両編成1本が製造された。
形式名の「6000」は、昭和56年に出場したことに由来する。

## 車体
1000形に準じた戸袋窓を廃し正面に大型一枚ガラスを用いた20メートル級車体を有する。
正面窓上部には補助前尾灯を装備し、1000形では尾灯の上に垂直に並べて配されていたヘッドライトは位置を台枠ぎりぎりまで下げ、尾灯の内側に平行に並べた上で特徴的なバンパーに埋め込まれており、バンパーと一体化するように排障器（スカート）が設置されている。
側面客用扉は各車両とも3箇所で、1,300mm幅の両開き扉である。側面窓は1000形とは異なりサッシの角にR（曲線）がついた2段上昇式のユニット窓で、配置はロングシート部分が930mm幅の独立窓、クロスシート部分が一組1487mm幅の2連窓が採用され、後述のように扉間において座席が所謂千鳥式（点対称）に配置されているために一両で左右の窓配置が異なる独特の外観となっている。
車両間の貫通路は両開き式の貫通扉がついた幅1,200mmの広幅で、妻面の窓は固定窓とされた。
車体塗装は1000形の「斜めライン」塗装にアレンジを加えたものとされ、アイボリー地に幕板部にブルー、裾部にオレンジのラインを配し、それぞれの色同士の境界に藍色の細帯を配した。

## 内装
座席の配置は上信電鉄初のセミクロスシートを採用し、運転台直後に2人掛け、連結部には7人掛けのロングシートを、扉間には10人掛けのロングシートと各車の進行方向を向いた背ずりが低い2人掛けの小型固定クロスシート5脚を千鳥式に配置する。座席モケットは緑色をベースとした。
空調装置については、冷凍能力1,0500kcal/hの三菱電機製CU-196形分散式冷房装置と扇風機を各4台、また、熱交換用に排気扇3台をそれぞれ各車に搭載する。
照明は40Wの蛍光灯を15本と15Wの予備灯を4個設置している。また、各車両の中間客用ドアの脇には車掌の車内巡回時のドア扱いの利便性を図って車掌スイッチが設置された。

## 主要機器
主電動機は1000形と同一の東洋電機製造製TDK806/7-H直巻整流子電動機を、中空軸平行カルダン駆動装置を介して搭載する。同電動機は日本国有鉄道（国鉄）の新性能電車に搭載されたMT46形電動機と原設計が共通であり、性能も概ね準ずる。歯車比は1000形同様85:14（6.07）である。
主制御器は2両分8基の主電動機を制御する1C8M仕様で、東洋電機製造製電動カム軸式ACDF-H8100-777Cをクモハ6001に搭載する。制御段数は22段（直列11段・並列8段・弱め界磁3段）で発電制動は19段である。同制御器は加速度変更機能を有し、運転台にあるスイッチを操作することで通常2.0km/h/sと高加速2.5km/h/sを切り替えることが出来る。減速度は通常3.5km/h/s、非常4.5km/h/sである。また応荷重装置がついており、定員200％まで一定の加減速度を保つことが出来る。
運転席は上信電鉄の慣例として進行方向右側に配されており、主幹制御器には1000形と同じワンハンドル式を採用した。
電動発電機（MG）は冷房装置用の電源を供給することから大容量ブラシレスMGの東洋電機製造製TDK3313-B（出力75kVA・3相交流200V-60Hz）を1基、電動空気圧縮機（CP）は騒音・保守作業の低減を図った三菱電機製のC-2000L形（定格吐出量2000L/min）を1基、共にクモハ6002に搭載する。
台車は住友金属工業製で軸箱支持がペデスタル式のダイレクトマウント式空気ばね台車FS395Aを装備する。基本構造は1000形のFS395と同一だが、波打車輪の採用により軽量化が図られている。
制動装置は1000形と同じく全電気指令ブレーキを採用するが、1000形の日本エヤーブレーキ（現ナブテスコ）製HRD-1から三菱電機製MBS-Dに変更されている。
パンタグラフはすべて高崎側に搭載している1000形とは異なり、各車運転台側に1基ずつ搭載されている。
警報装置には1000形に引き続いてメロディホーンを搭載し、車内放送用に旧・日本国有鉄道（国鉄）の特急形車両などに装備された『鉄道唱歌』の車内チャイムを搭載している。しかし、これらは後述のワンマン化以降通常の営業運転においては使用されていない。

## 運用開始後
1984年12月21日に発生した正面衝突事故でクモハ6001の前面が大破し、修理した際にはそのイメージ払拭のため、250形と同様のアイボリー地にオレンジとブラウンのラインを施した塗装に変更された。
上信電鉄では1996年からワンマン運転を開始し、関連機器設置のため運転台直後の座席は撤去されている。また、本形式の特徴であった千鳥配置のクロスシートは通路幅拡大と優先席設置のために2005年12月にロングシートに改造された。
1000形・7000形と同様に上信電鉄のフラッグシップであり、1996年から2017年現在まで日野自動車製トラック・バスの販売ディーラーに当たる群馬日野自動車の広告車となっている。
1996年から同年にダカール・ラリーでクラス優勝した日野・レンジャーの赤と白を基調に太陽と月が描かれた「昼も夜も働く車=トラック・バス」というコンセプトに基づいた車体塗装を採用していたが、2016年12月に約20年ぶりに変更され、赤と白基調はそのままに車体の随所に日野自動車の小型トラックのPRキャラクターである「コトラちゃん」が描かれたデザインとなり、従来黒色塗装であったバンパーも前面スカートとともに茶色に塗装された。

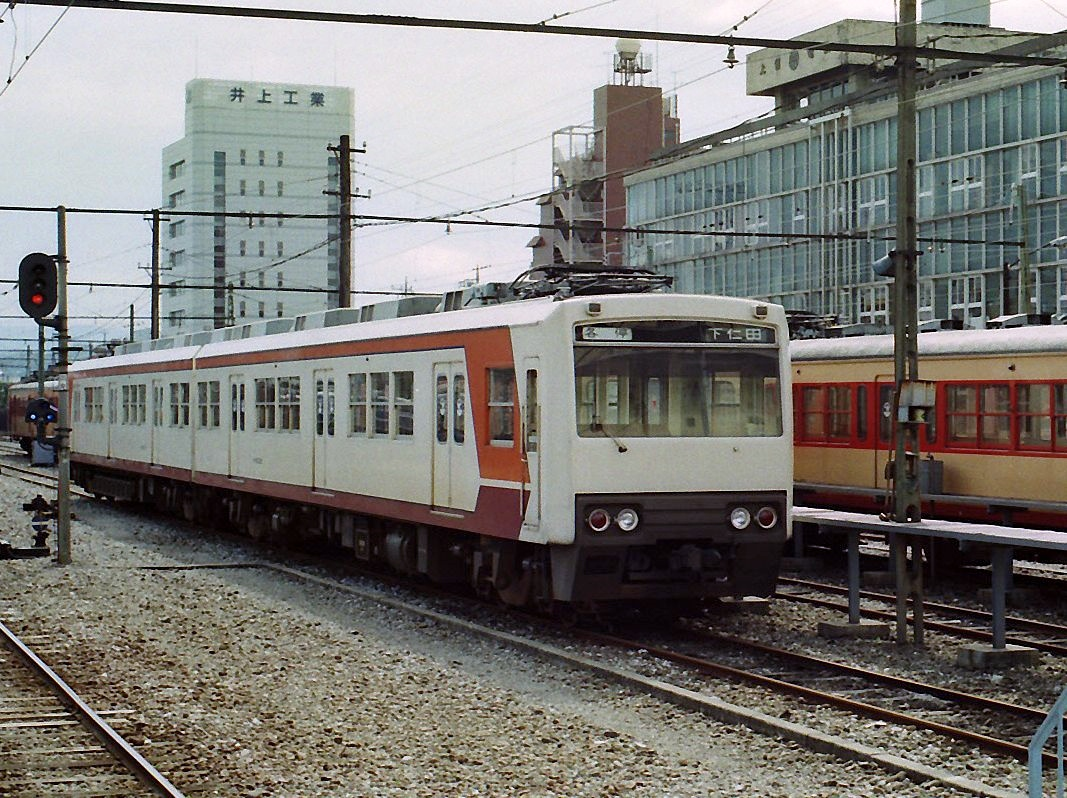
250形に酷似した配色の二代目塗装（1989年）
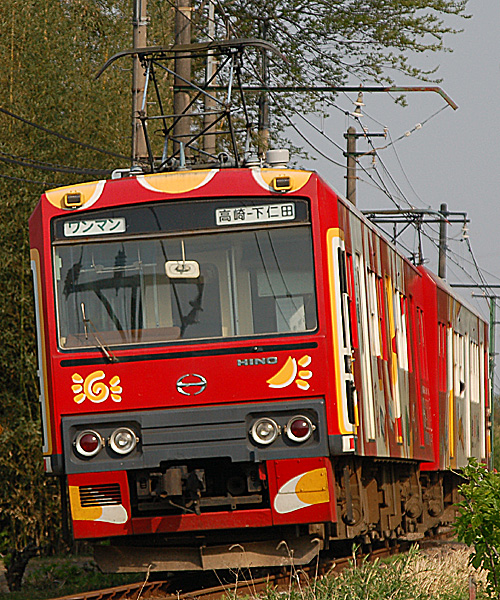
三代目の日野自動車広告塗装
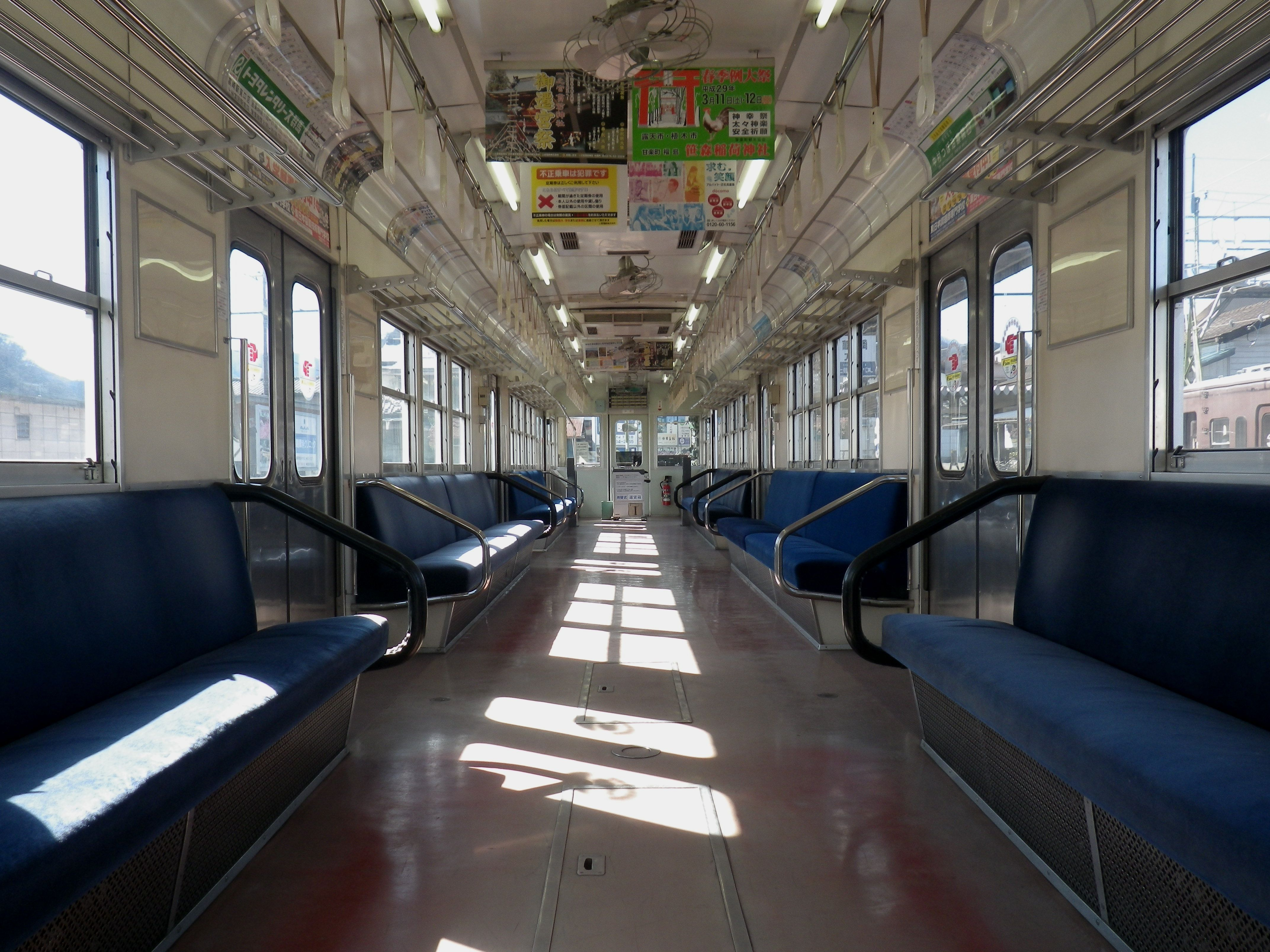
ロングシート化後の車内